# Original of the Species
«Original of the Species» es una canción de la banda de rock alternativo irlandés U2 y la décima canción de su álbum de estudio How to Dismantle an Atomic Bomb, lanzado en 2004.

## Promoción
Un videoclip en vivo de esta canción del DVD Vertigo: Live From Chicago aparece en un comercial de televisión de la empresa Apple para promover el iPod.
Bono afirmó que cree que Original of the Species se trata de la mejor canción de How to Dismantle an Atomic Bomb. En los conciertos en diciembre de 2005, Bono declaró que la canción tiene una gran influencia por parte de la música de John Lennon.
Para el video musical de la canción fueron utilizadas animaciones e imágenes generadas por computadora, algo sin precedentes para los videos de U2, y fue dirigido por Catherine Owens.

## Presentaciones en vivo
En los conciertos del Vertigo Tour de U2, la canción fue tocada con The Edge en el piano, a menudo acompañados por Bono en la guitarra rítmica.
En raras ocasiones se lo vio a The Edge tocando la guitarra eléctrica, en una presentación que fue acompañada por una orquesta y un pianista, muy similar a lo utilizado para la grabación del álbum, y una de esas presentaciones fue en Milán, Italia en julio de 2005, la cual apareció en el DVD Vertigo: Live from Milan de 2005 y en la compilación de U2 U218 Singles.

## Lista de canciones

### Interscope INTR-11595-2
| N.º | Título                               | Duración |  |
| 1.  | «Original of the Species (sencillo)» | 4:29     |  |

### Island U2PRO6
| N.º | Título                               | Duración |  |
| 1.  | «Original of the Species (sencillo)» | 4:29     |  |

## Recepción
La canción fue añadida a las listas de trece emisoras de radio de rock alternativo. Sin embargo, no logró pasar del top 40, por lo tanto no apareció en los charts de Modern Rock Tracks. A pesar de ello, comenzó en el puesto # 60, llegando a # 55 a mediados de enero de 2005.

## Posicionamiento
| Listas (2005)                    | Mejor posición |
| -------------------------------- | -------------- |
| Bélgica Singles Chart (Flanders) | 16             |